# Antiautoritäre Internationale

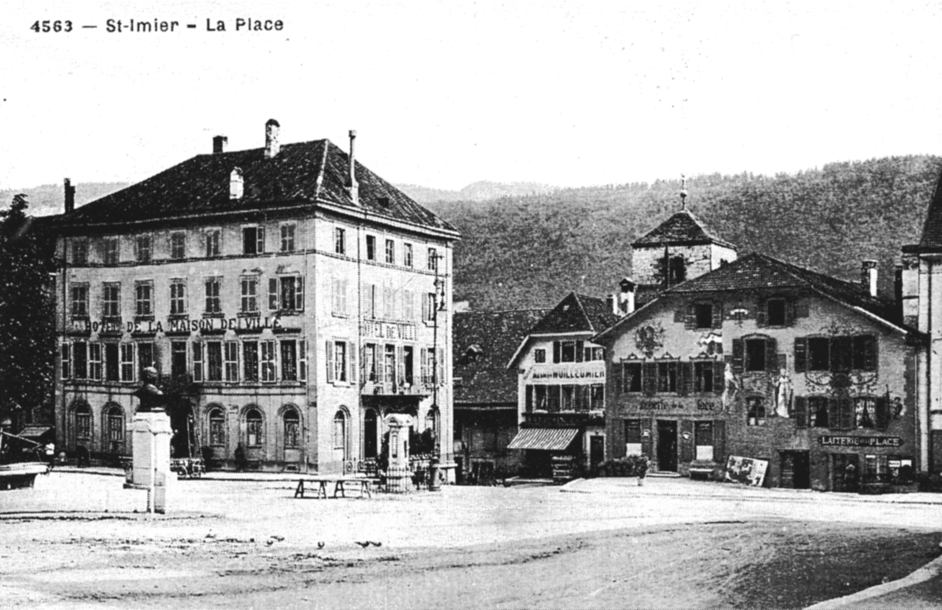
Gründungsort der Antiautoritären Internationale: Hôtel de la maison de Ville in Saint-Imier. Die Herberge wurde später in Hôtel Central umbenannt und in den 2000ern entkernt.

Als Antiautoritäre Internationale (auch Saint-Imier Internationale) wird inoffiziell der Zusammenschluss von antiautoritären und kollektivistischen Sektionen und Föderationen der Internationalen Arbeiterassoziation (IAA) bezeichnet. Sie formierte sich, nach dem Ende des umstrittenen Kongresses der Internationale in Den Haag, auf einem internationalen Gegenkongress im schweizerischen Jura vom 15./16. September 1872.
Die Antiautoritäre Internationale umfasste zunächst alle aktiven Landesföderationen der Internationale und betrachtete sich somit als legitime IAA, im Gegensatz zum Generalrat und einzelnen Lokalsektionen der IAA, die ebenfalls für sich reklamierten, die IAA zu sein. Sie hörte 1878 faktisch auf zu existieren, nachdem Rufe nach einer gesamtsozialistischen Internationale lauter wurden und ihre aktivste Föderation im schweizerischen Jura im Niedergang begriffen war.

## Geschichte

### Spaltung der Internationale
Nach der Annahme der IX. Resolution auf der geheimen Londoner Konferenz der Internationale von 1871, die die Bildung von nationalen Arbeiterparteien verlangte, regte sich Widerstand gegen den Generalrat um Karl Marx und Friedrich Engels, dem vorgeworfen wurde, mit dieser Entscheidung dem Strömungspluralismus innerhalb der Internationale eigenmächtig ein Ende zu setzen. Auf dem ordentlichen Kongress der Internationale in Den Haag 1872 beschloss eine Mehrheit von Delegierten bestehend aus vielen Mitgliedern des Generalrats, generalratstreuen Delegierten mit deutschen Mandaten und Blanquisten weitere umstrittene Resolutionen. Dem Generalrat wurde mehr Macht verliehen, indem dieser ganze Föderationen aus der Internationale ausschließen konnte, und die Mitglieder Michail Bakunin und James Guillaume wurden aus der Internationale ausgeschlossen.
Diese Beschlüsse wurden in der Folge von allen regionalen Föderationen der Internationale auf ihren jeweiligen Kongressen für nichtig erklärt. Der Grund dafür war, dass die Mehrheit der Kongressteilnehmer keine Sektionen der Internationale repräsentierten und dass somit die Entscheidungen nicht dem Willen der Mitglieder der Internationale entsprachen. Der Konflikt spaltete die Internationale in einen Teil mit dem Generalrat der Internationale an der Spitze, der die Entscheidungen von London und Den Haag stützte und einen anderen Teil um die Landesföderationen von Italien, Spanien, Frankreich, Belgien, Holland, England, den USA und dem Schweizer Jura, die diese Entscheidungen ablehnten. Beide Teile sahen sich als die legitime Internationale Arbeiterassoziation an und führten sie auf ihre Weise getrennt weiter.

### Die Antiautoritäre Internationale

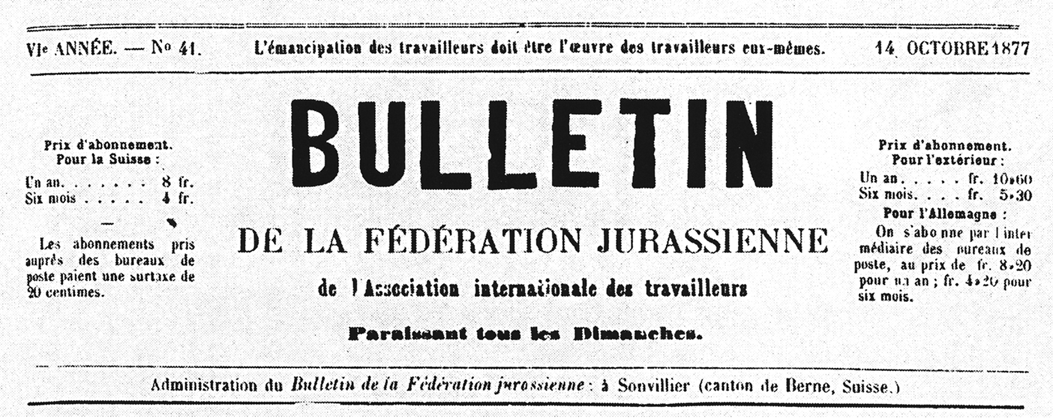
Das Bulletin de la Fédération jurassienne wurde zum Organ der antiautoritären Internationale

Die Antiautoritäre Internationale formierte sich zwei Wochen nach dem Haager Kongress (V. Kongress) der Internationale, als 15 Delegierte aus Spanien, Italien, Frankreich, den USA und der Schweiz in Saint-Imier zugegen waren. Der antiautoritäre Teil der Internationale sollte alle Sektionen und Mitglieder umfassen, die sich für eine verstärkte föderale Organisation der Internationale einsetzten. Die Delegierten beschlossen auf dem Gegenkongress einstimmig die Zerstörung aller Herrschaftsstrukturen und die Anarchie als Ziel, und als Mittel dazu den revolutionären Streik. Da aber nicht alle Landesföderationen am Gründungskongress anwesend waren, wurde dieser Punkt später von der englischen und amerikanischen Föderation abgelehnt, die den Einfluss der Arbeiter auf die Politik als notwendig erachteten. Man einigte sich darauf, dass die Internationale – wie früher – den Landessektionen nicht vorschreiben kann, welche Strategie diese im Kampf für die Emanzipation der Arbeiter verfolgen müssen und man sprach sich für den Strömungspluralismus innerhalb der Internationale aus. Nach dem Kongress wurden die Föderationen von Belgien, England, Spanien und die Juraföderation vom neuen Generalrat in New York aus der Internationale ausgeschlossen; die italienische Föderation wurde gar nicht anerkannt. Dieser Schritt wurde aber von den betroffenen Föderationen nicht ernst genommen und führte zu einer weiteren Isolation des Generalrats.
Am ersten Kongress nach Saint-Imier, der als VI. Kongress der IAA firmierte, ausgetragen 1873 in Genf, nahmen Delegierte der Föderationen von England, Belgien, Spanien, Holland, Italien, der Schweiz und Frankreich teil. In einer ersten Resolution beschlossen die Delegierten die Abschaffung des Generalrats und stellten teilweise die Statuten von 1866 wieder her. Allgemein bildete die Statutenrevision den größten und wichtigsten Teil des Kongresses. Die Autonomie der Föderationen und Sektionen wurde gestärkt, indem alle Resolutionen nur die zustimmenden Föderationen oder Sektionen verpflichtet. Jedes Jahr sollte eine andere regionale Föderation das Föderalbüro der Internationale übernehmen und mit Korrespondenz, Statistik und der Organisation des nächsten Kongresses beauftragt werden. Damit sich ähnliche Vorkommnisse wie der Haager Kongress nicht mehr wiederholen konnten, wurde beschlossen, dass nur noch über Verwaltungsfragen und nicht mehr über Prinzipienfragen abgestimmt werden kann. Schließlich schickten die Kongressdelegierten am letzten Kongresstag noch eine versöhnliche Adresse an den Kongress des Generalrats, der seinen Kongress zwei Tage später ebenfalls in Genf abhalten sollte.
Faktisch wurden in den folgenden Jahren wegen der politischen Situation aber nur Kongresse in der Schweiz und Belgien möglich, und ein geplanter Kongress in Barcelona 1875 musste abgesagt werden. Im Jahr zuvor nahm mit August Reinsdorf der erste deutsche Delegierte an einem Kongress der antiautoritären Internationale teil.
Am letzten Kongress von 1877 in Verviers nahmen Delegierte der Föderationen von Italien, Frankreich, Deutschland, Griechenland, Ägypten, dem Schweizer Jura und dem wallonischen Teil Belgiens teil. Die belgische Föderation bemühte sich um eine Zusammenarbeit mit anderen sozialistischen Kräften und strebte den Aufbau einer gesamtsozialistischen Organisation an. Nach dem Kongress von Verviers hörte die antiautoritäre Internationale faktisch auf zu existieren, denn der nächste geplante Kongress von 1878 in Belgien wurde nicht mehr durchgeführt. Das Ende wurde durch den Niedergang der aktivsten Föderation im Jura beschleunigt.

## Kongresse
- 1.–6. September 1873: Genf; VI. Kongress
- 7.–12. September 1874: Brüssel; VII. Kongress
- 26.–29. Oktober 1876: Bern; VIII. Kongress[1]
- 6.–8. September 1877: Verviers; IX. Kongress